# Invasie
Een invasie (Latijn: invadere = binnendringen) of inval is een militaire actie die bestaat uit het binnengaan van een leger van een gebied dat valt onder een ander land, over het algemeen met als doel het veroveren van het land of het regime te verdrijven. Een invasie kan de oorzaak van een oorlog zijn, het kan gebruikt worden om een oorlog te beëindigen of het kan een oorlog op zich zijn.
De term invasie weerspiegelt een operatie van grote omvang aangezien de doelen van een invasie vaak groot zijn en er veel troepen nodig zijn om een land in te nemen. Kleine militaire operaties, infiltraties, worden niet gezien als invasies maar als bijvoorbeeld assassinatie of verkenning. Per definitie is een invasie een aanval van buitenlandse troepen. Om deze reden kunnen rebellieën, burgeroorlogen en staatsgrepen niet gezien worden als invasies.

## Sociale invasie
In het begrip stadssociologie wordt de term invasie naast segregatie en successie gebruikt. Tijdens de segregatie treedt afscheiding op (Latijn: segregare = afzonderen) van verschillende stadswijken die zich van elkaar gaan onderscheiden. Bij de invasie is er sprake van vermenging van delen en bij successie is de ene groepering vervangen door de andere.